# Caroline Lavelle
Caroline Lavelle es una cantautora, cantante y chelista inglesa que ha colaborado con una gran cantidad de artistas, tocando el violonchelo o cantando para ellos y tiene tres álbumes de creaciones propias.

## Carrera
Lavelle siempre tuvo influencia musical de su familia, especialmente de su abuelo, director de orquesta. Empezó a tocar el chelo a los 6 años y estudió en el Royal College Of Music (de Londres).
A los 15 años comenzó su carrera en un grupo llamado Humoresque. Poco a poco fue conociendo a otros artistas hasta que poco después se unió al grupo De Dannan, apoyada por Frankie Gavin. En esta etapa Lavelle no había pensado en hacer carrera de cantante en solitario, se consideraba chelista sola. En esta etapa Lavelle tocó con personas tan importantes en el mundo celta como Mary Black, Dolores Keane y muchos otros.
En 1992, Lavelle demostró su especial voz interpretando Home On The Whale con Massive Attack, que apareció en un EP, y posteriormente en una recopilación, Singles 1990-2000.
Al escuchar esta canción, el productor William Orbit (productor de Madonna, entre otros), le gustó tanto que pronto se puso en contacto con ella para producirle su primer disco, Spirit, aparecido en 1995, con el sencillo Moorlough Shore a la cabeza.
Incomprensiblemente, en ese momento fue comparada con Enya, debido a la canción Turning Ground, con un estilo new age. Pero salvo esa canción, el disco tenía un estilo mezcla de pop rock, medio tiempo, con toques folk.
Ese mismo año Lavelle colaboró por primera vez con Loreena McKennitt , en su disco A Winter Garden, lo que sería el principio de una fructuosa relación, colaborando en todos sus discos y giras posteriores. Ese mismo año, Lavelle colaboró con Vangelis, en su disco Voices, con la canción Come To Me, compuesta por ella.
En 1996 Lavelle participó con Nigel Kennedy en su disco Kafka, y con Radiohead.
En 1998 Madonna y el antiguo productor de Lavelle, William Orbit, publicaron Ray Of Light, con el sencillo Frozen, con un videoclip muy influenciado por el hecho con Lavelle, tal y como lo recoge el periódico The Sunday Times de Inglaterra.
Continuando con sus colaboraciones, Lavelle participa en The Book Of Secrets y Live In Paris And Toronto de Loreena McKennitt, en 1997 y 1998 respectivamente, y con Hector Zazou.
Ya en 2001 colabora con Muse y lanza Brilliant Midnight, un disco de rock pop adulto, compuesto y producido por ella, siendo muy aclamado por la crítica. En 2002, al cerrar la filial de la compañía que llevaba el disco, Lavelle compró la compañía Ringing Tree Records, relanzando el disco con tres nuevas canciones, llamándolo Brilliant Midnight 2.0.
En 2003 hizo una gira con los The Chieftains, llevándola a España, Francia e Irlanda.
También en 2003 colaboró otra vez con Hector Zazou, Further Down the Old Plank Road de los 
The Chieftains y Bt, en Emotional Technology.
En 2004 edita su tercer disco, A Distant Bell, un disco mucho más folk que los anteriores, más clásico y pausado, con toques celtas. En este disco colaboraron entre otros, Hugh Marsh y Paddy Moloney. y siendo producido por ella y Harvey Brough.
En 2005 colabora con Nicola Hitchcock y en 2006 contribuye en el disco Dawnseeker de Sleepthief, en la canción Nightjar, una balada oscura donde muestra el camino que quiere llevar en su nuevo disco, provisionalmente llamado Invisible Woman.
Entre 2006 y 2009 Caroline Lavelle vuelve a colaborar con Loreena McKennitt en los discos An Ancient Muse , Nigths From the Alhambra y A Midwinter Night's Dream y con las giras.
En 2009 Caroline ha vuelto a colaborar con Sleepthief con una nueva canción, "Rainy World", incluido en el segundo disco de éste
Actualmente, además de preparar su cuarto CD en solitario, Caroline, junto a Sleepthief ha formado una banda llamada SpyThriller , cuya intención es de lanzar una canción por mes durante 2012 en su nueva página web, y via i-tunes, hasta completar las 12 del disco. Su primer sencillo y video ha sido un cover de "Nemo", de Nightwish.

## Colaboraciones
| Artist                                   | Album | Year                                                   | Contribution                                             | Song |
| ---------------------------------------- | --- | ------------------------------------------------------ | -------------------------------------------------------- | --- |
| Afro Celt Sound System                   | Sound Magic Volume 1 | 1995                                                   | chelo, voz & giggling                                    | Jam Nation's She Moved Through the Fair |
| BT                                       | Emotional Technology | 2003                                                   | chelo & voces                                            | The Great Escape |
| Chicane                                  | Far from the Maddening Crowds | 1997                                                   | voz & letra                                              | Lost You Somewhere |
| De Dannan                                | Ballroom | 1993                                                   | chelo, voz, arreglos                                     | en todas las canciones |
| Electric Strings quartet with The Pogues | Pogue Mahone | 1996                                                   | chelo                                                    | Anniversary Love You 'Til The End Pont Mirabeau |
| Hector Zazou                             | Lights in the Dark Strong Currents L'Absence | 1998 2003 2004                                         | chelo voz & letra                                        | en todas las canciones The Freeze Lies Will Flow |
| Loreena McKennitt                        | Book of Secrets Live in Paris and Toronto\|Live Paris & Toronto An Ancient Muse Nights From Alhambra A Midwinter Night's Dream A Mediterraenan Odissey The Wind That Shakes the Barkley Troubadours on the Rhine The Journey So Far - The Best of Loreena McKennitt + A Midsummer Night's Tour (Highlights) | 1995 1996 1997 2001 2006 2007 2008 2009 2010 2012 2014 | chelo chelo, viola da gamba chelo chelo y voz secundaria | en todas las canciones, salvo Coventry Carol y Good King Wenceslas en The Mummers' Dance, The Highwayman y Dante's Prayer en todas las canciones en todas las canciones, salvo Incantation y The English Ladye and the Knight en todas las canciones en todas las canciones, salvo Coventry Carol, Good King Wenceslas yGloucestershire Wassail en todas las canciones, salvo Penelope's Song, The Mystic's Dream, Tango to Evora, Marrakesh Night Market, Santiago y The Dark Night of the Soul en todas las canciones, salvo The Parting Glass en todas las canciones en The Mummers' Dance, Penelope's Song del primer disco y en todas las canciones del segundo disco |
| Massive Attack                           | Hymn of the Big Wheel EP | 1992                                                   | voz & chelo                                              | Home of the Whale |
| Muse                                     | Origin of Symmetry | 2001                                                   | chelo                                                    | en todas las canciones |
| Nigel Kennedy                            | Kafka | 1996                                                   | voz & coautoría                                          | Breathing Stone |
| Peter Gabriel                            | Us | 1992                                                   | chelo                                                    | en todas las canciones |
| Radiohead                                | The Bends | 1996                                                   | chelo                                                    | en todas las canciones |
| Sleepthief                               | The Dawnseeker | 2006                                                   | voz & letra                                              | Nightjar |
| Tarja Turunen                            | Colours in the Dark | 2013                                                   | chelo                                                    | Deliverance y Until Silence |
| The Chieftains                           | Further Down the Old Plank Road | 2003                                                   | chelo                                                    | en todas las canciones |
| Vangelis                                 | Voices | 1995                                                   | voces & letras                                           | Come to Me |

También ha trabajado con
- Laurie Anderson
- The Waterboys
- Siouxsie and the Banshees
- Graham Parker
- The Cranberries
- Ryuichi Sakamoto.
- Art of Trance ha hecho remixes de algunas de sus canciones

## Discografía

### Álbumes
- Spirit (1995)

1. Turning Ground
2. Moorlough Shore
3. Dream Of Picasso
4. Forget The Few
5. Lagan Love
6. A Case Of You
7. Waiting For Rain
8. Desire
9. The Island
10. Sleep Now
11. Sheherezade

- Brilliant Midnight (2001)

1. Farther Than The Sun
2. Anxiety
3. Anima Rising
4. She Said
5. All I Have
6. The Fall
7. Siamant'o
8. Karma
9. Mangoes
10. Le Pourquoi
11. Firefly Night
12. Universal
13. Twisted Ends

- Brilliant Midnight 2.0 (reedición del 2002 con tres canciones nuevas:)

1. Lost Voices
2. Home of the Whale
3. The First Time Ever I Saw Your Face

- A Distant Bell (2004)

1. Gently Johnny
2. So Uncool
3. Innocence Sleeping
4. Banks of the Nile
5. Simple Lyric
6. No More Words
7. Too Late
8. The Trees They Do Grow High
9. Greenwood Laddie
10. Timeless
11. Handful of Ashes
12. Farewell to Music (con Paddy Moloney, de The Chieftains)
13. Gently Johnny (versión extendida)

### Singles
Moorlough Shore

N-Gram Recordings (1995)
1. LP mix (4:20)
2. Eye of the storm mix (5:39)
3. Thermionic resonance mix, 90 BMP, vocal (5:30)
4. Thermionic resonance mix, 97 BMP, dub (5:22)
5. Thermionic resonance mix, 90 BMP, dub (5:47)
6. Thermionic resonance mix, 107 BMP, dub (5:45)

A Case of You

N-Gram Recordings (1995)
1. A case of you (single mix) (4:30)
2. Dream of Picasso (monka monka mix) (6:53)
3. A Case of You (psovi psovi mix) (4:31)